# Jean-Marie Leclair

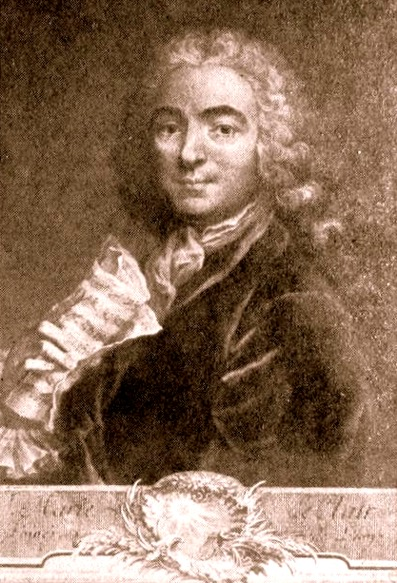
Jean-Marie Leclair

Jean-Marie Leclair (Lyon, 10 mei 1697 – Parijs, 22 oktober 1764) was een Franse componist en violist uit de barokperiode en een van de meest vooraanstaande vioolvirtuozen van zijn tijd. Leclair is de grondlegger van de Franse vioolschool. Zijn elegante en briljante stijl verenigt de Franse en Italiaanse stijlen.

## Levensloop
Hij begon zijn carrière als danser en balletmeester in Lyon en later in Turijn, waar hij bij Lorenzo Somis zijn vioolspel verder ontwikkelde. Hiermee oogstte hij in Europa veel succes, onder meer in Parijs, Londen en Kassel, waar hij Pietro Locatelli leerde kennen.
Van 1733 tot 1737 was hij musicus aan het hof van Lodewijk XV. Van 1738 tot 1743 verbleef hij in Nederland, met name aan het stadhouderlijke hof in Leeuwarden. In deze periode studeerde hij tevens bij Locatelli te Amsterdam. Na een kort verblijf in Chambéry vestigde hij zich nadien in Parijs. Daar was hij componist en muzikaal directeur aan het hof van de hertog van Gramont.
In de nacht van 22 oktober 1764 werd hij dood aangetroffen, waarschijnlijk vermoord door zijn neef.

## Werken
- Opus 1; Premier Livre de Sonates (1723)
- Opus 2; Deuxième Livre de Sonates (1728)
- Opus 3; Sonates a deux Violons sans Basse (1730)
- Opus 4; 6 Sonates en trio pour deux violons et b.c. (1731-1732)
- Opus 5; Troisième Livre de Sonates (1734)
- Opus 6; Première Récréation de musique d'une exécution facile composée pour deux Flûtes ou deux Violons (1736)
- Opus 7; 6 concertos a tre Violini, Alto e Basso, per Organo e Violoncello (1737)
- Opus 8; Deuxième Récréation de musique d'une exécution facile pour composée pour deux Flûtes ou deux Violons (1737)
- Opus 9; Quatrième Livre de Sonates (1743)
- Opus 10; 6 concertos a tre Violini, Alto e Basso, per Organo e Violoncello (1745)
- Opus 12; Second Livre de Sonates a deux Violons sans Basse (1747-1749)
- Opus 13; 3 Ouvertures et 3 Sonates en trio pour 2 Violons (1753)
- Opus 14; Sonate en pour 2 violons et b.c. (1766)
- Opus 15; Sonate pour violon et b.c. (1767)
- Scylla et Glaucus, tragédie en musique (1746)